# Đakovački vezovi
Đakovački vezovi su najveći hrvatski godišnji višednevni tradicijski festival, a održavaju se početkom ljeta u Đakovu.
Osnovan je 1967. prigodom međunarodne godine turizma. Festival traje dva tjedna, te obično završava prvoga vikenda u srpnju kada se održava glavni događaj – povorka folklornih društava iz svih dijelova Hrvatske i gostiju iz inozemstva. Te folklorne skupine predstavljaju narodne nošnje te izvode tradicijske pjesme, plesove i običaje. Također, postoje i posebni dijelovi programa kao što su predstavljanje konja i svadbenih kola, utrke konjskih zaprega, preponske utrke, mimohod čistokrvnih bijelih lipicanaca iz Ivandvora (Državna ergela Đakovo), u kojemu se konji uzgajaju od 1506., koncerti u Đakovačkoj katedrali, te kušanja delicija i vina.
S jednom od najbogatijih izdavačkih djelatnosti do današnjih dana, Đakovački vezovi postali su jedan od najvećih festivala ove vrste u Hrvatskoj.

## Galerija
- Povorka folklornih skupina
- Mimohod svatovskih zaprega

## Vanjske poveznice
Mrežna mjesta
- O Đakovačkim vezovima na službenim stranicama grada Đakova  Arhivirana inačica izvorne stranice od 15. srpnja 2014. (Wayback Machine)
- Službena stranica Đakovačkih vezova